# Rhododendron coelicum
Rhododendron coelicum är en ljungväxtart som beskrevs av Isaac Bayley Balfour och Farrer. Rhododendron coelicum ingår i släktet rododendron, och familjen ljungväxter. Inga underarter finns listade i Catalogue of Life.